# گاه‌شمار سمرقند
در زیر جدول زمانی تاریخ شهر سمرقند یکی از شهرهای فرهنگی بزرگ ایران آورده شده‌است.
- ۳۲۹ پیش از میلاد - شهر از سوی اسکندر تاراج شد.
- ۲۶۰ م - ساسانیان در قدرت (تاریخ تقریبی).
- در کتاب  شهرستان‌های ایرانشهر که دربردارندهٔ آگاهیهای شهرهای کشور ایران است، نخست نام شهرهایی می‌آید که در سرزمین خاور خراسان بودند و با سمرقند آغاز می‌شود.
- ۷۱۲ - نیروهای خلافت اموی به فرماندهی قتیبه بن مسلم شهر را گرفتند.
- ۷۵۱ - کاغذ سازی آغاز می‌شود.
- ۸۰۶ - سمرقند به رهبری رفیع بن لیث به دلیل مالیات ظالمانه، علیه علی بن عیسی بن ماهان، فرماندار خراسان بپا خاست.
- ۸۱۹ - آغاز فرمانروائی سامانیان سمرقند. نوح بن اسد از سوی فرماندارِ مأمون در خراسان، غسان بن عباد، به عنوان پاداش ایستادگی در برابر شورش ، در جایگاه فرمانروای شهر سمرقند گماشته شد.
- ۸۴۱ / ۸۴۲- پس از مرگ نوح بن اسد، عبدالله، فرماندار خراسان، دو تن از برادران نوح، یحیی و احمد را به با هم به فرمانروائی سمرقند گماشت.
- ۸۶۴/۸۶۵ - نصر یکم با مرگ پدرش احمد، فرمانروائی سمرقند را به ارث برد.
- ۸۵۹ - رودکی سمرقندی، پدر شعر فارسی، در روستای رودک متولد شد.
- ۸۹۲ - اسماعیل بن احمد، برادر نصر یکم، پس از مرگ نصر، پایتخت را به بخارا منتقل کرد.
- ۹۱۴ - نصر دوم سامانی پس از مرگ پدرش احمد سامانی امیر سامانیان شد و شورشی را که در سمرقند به رهبری برادر پدربزرگش اسحاق بن احمد سامانی آغاز شده بود، خاموش کرد.
- ۹۹۱ - امیر سامانی نوح دوم فرمانداری سمرقند را به فائق داد.
- ۹۹۹ - اسماعیل منتصر، پسر نوح دوم، پیش از اینکه ناچار شود سمرقند را رها کند تا از دست قراخانیان بگریزد، فقط بصورت موقت سمرقند را از قراخانیان بازپس گرفت، بنابراین به‌طور قطعی حکومت سامانیان سمرقند پایان یافت
- ۱۰۰۰ - به نصر بن علی قراخانی منطقه مرکزی فرارود از جمله سمرقند و بخارا به عنوان یک آپاناژ داده شد (تاریخ تقریبی).
- ۱۰۵۲ - تمغاخ خان ابراهیم، پسر نصر ، کنترل قسمت بزرگی از فرارود را به دست آورد و سمرقند را پایتخت کرد.
- ۱۰۶۶ - مدرسه افراسیاب توسط ابراهیم ساخته شد
- ۱۰۸۹ - در زمان سلطنت نوه ابراهیم، احمد بن خضر، به درخواست علمای فرارود، سلجوقیان وارد سمرقند شدند و کتترل آن را همراه با قلمروهای متعلق به خانات غربی در دست گرفتند و خاندان قراخانیان غربی به عنوان خراجگزار سلجوقیان درآمدند.
- ۱۱۴۱ - پس از پیروزی یلو داشی بر سلجوقیان در جنگ قطوان در شمال سمرقند، قراخانیان به عنوان خراج گزار قراختائیان درآمدند. یلو داشی نود روز را در سمرقند گذراند و وفاداری اشراف مسلمان را پذیرفت و ابراهیم تابغاچ خان را به فرمانروایی جدید سمرقند گماشت.
- ۱۱۵۸ - خوارزمشاه ایل ارسلان به درخواست خَـــلُخ‌هایی كه مورد آزار قراخانیان قرار گرفته بودند، آنها را در سمرقند محاصره كرد. در پایان صلحی صورت گرفت که در آن چاغری خان قراخانی ناگزیر شد رهبران خلخ را رها کند و آنها را به مواضع قبلی خود بازگرداند.
- ۱۲۱۰ - علاءالدین محمد دوم، شاه امپراتوری خوارزمیان، سمرقند را گرفت.
- ۱۲۱۲ - سمرقند با پشتیبانی عثمان اولوغ سلطان، آخرین حاکم قراخانی خود به پا خاست و ۸٬۰۰۰ تا ۱۰٬۰۰۰ خوارزمی ساکن در آنجا کشته شد. محمد، به تلافی این کار، شهر را تاراج کرد و ۱۰٬۰۰۰ شهروند سمرقندی، از جمله عثمان را اعدام کرد.
- ۱۲۲۱ - شهر از سوی نیروهای چنگیز خان مغول محاصره شد.

## سدهٔ ۱۴ تا ۱۹
- دهه ۱۳۴۰ - آرامگاه خواجه احمد در آرامگاه شاه زنده ساخته شد.
- ۱۳۶۵ - خیزش همگانی در برابر چیرگی مغولان.
- ۱۳۷۰ سمرقند، پایتخت امپراتوری تیموری گشت. (جمعیت: ۱۵۰٬۰۰۰)
- ۱۳۸۸ - ساخته شدن دانشگاه بی بی خانم.
- ۱۴۰۵ - مسجد بی‌بی خانم و گور امیر ساخته شد.

پایتخت تیموریان از سمرقند به هرات تغییر کرد (تاریخ تقریبی)
- ۱۴۲۰ - مدرسه الغ بیگ در ریگستان ساخته شد
- ۱۴۲۹ - رصدخانه الغ بیگ ساخته شد.
- ۱۴۳۴ - اثر اخترشناسانهٔ زیج سلطانی منتشر شد.
- ۱۴۶۴ - آرامگاه «عشرت خانه» ساخته شد.
- ۱۴۹۴ - محاصره سمرقند (۱۴۹۴).
- ۱۴۹۷ - محاصره سمرقند (۱۴۹۷).
- ۱۵۰۱ - محاصره سمرقند (۱۵۰۱).
- ۱۵۰۵ - شهر توسط محمد شیبانی گرفته شد.
- ۱۵۹۹ - اشترخانیان بخارا در قدرت.
- ۱۶۱۶ - مسجد شیردار در ریگستان ساخته شد.
- ۱۶۳۶ - مدرسه شیردار در ریگستان ساخته شد.
- ۱۶۶۰ - مدرسه طلاکاری در ریگستان ساخته شد.
- ۱۷۵۶ -منغیت‌ها به مرکزیت بخارا در قدرت.
- ۱۸۶۸ - روسیه در قدرت.
- ۱۸۸۲ - ارگ ساخته شد.
- ۱۸۸۵ - جمعیت: ۳۳٬۱۱۷
- ۱۸۸۶ - شهر مرکز استان سمرقندِ ترکستان روسیه شد.
- ۱۸۸۸ - راه‌آهن ترانس خزر شروع به کار می‌کند.
- ۱۸۹۵ - راه‌آهن تاشکند - سمرقند شروع به کار کرد.
- ۱۸۹۷ - جمعیت: ۵۴۹۰۰ نفر.
- ۱۹۰۰ - جمعیت: ۵۸۱۹۴

## سدهٔ ۲۰
- ۱۹۱۳ - جمعیت: ۹۷٬۶۰۰ نفر.
- ۱۹۱۹ - مسجد حضرت خضر بهسازی شد.
- ۱۹۲۵ - شهر پایتخت جمهوری سوسیالیستی ازبکستان شوروی شد.
- ۱۹۳۰ - پایتخت ازبکستان از سمرقند به تاشکند منتقل شد.
- ۱۹۶۳ - گشایش ورزشگاه دینامو سمرقند
- ۱۹۶۵ - جمعیت: ۲۳۳٬۰۰۰ نفر.
- ۱۹۷۰ - موزهٔ رصدخانه الغ بیگ ساخته شد.
- ۱۹۷۴ - بازسازی مسجد بی بی خانم آغاز شد.
- ۱۹۸۵ - برآورد جمعیت: ۳۷۱٬۰۰۰ نفر
- ۱۹۹۶ - مسابقات تنیس سمرقند چلنجر آغاز شد.

## سدهٔ ۲۱
- ۲۰۰۱ - جمعیت: ۳۶۱٬۳۶۹
- ۲۰۱۸ - برآورد جمعیت: ۵۲۹٬۶۳۳

## بن‌مایه
- همکاری‌کنندگان ویکی‌پدیا، «Timeline of Samarkand»، ویکی‌پدیای انگلیسی، دانشنامهٔ آزاد (بازیابی ۰۹ اسفند ۱۳۹۹)